# Религия в США
Первая поправка к Конституции США, принятая 5 декабря 1791 года, провозглашает отделение церкви от государства, которое отцами-основателями понималось как запрет на установление государственного вероисповедания, наподобие того, что имело место в Англии. Большую часть населения США составляют верующие, в основном — христиане (протестанты и католики).

## Статистика по штатам США

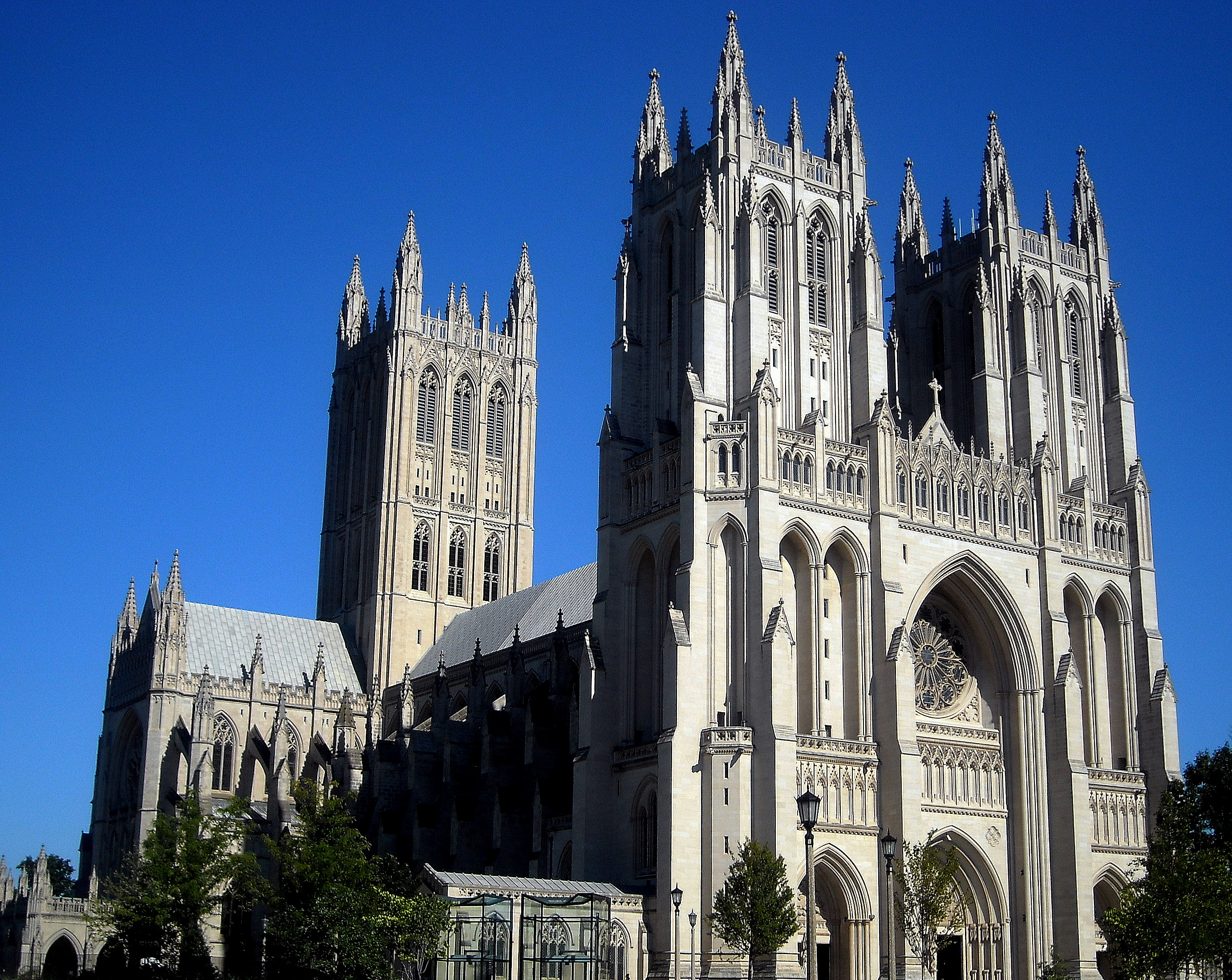
Вашингтонский кафедральный собор

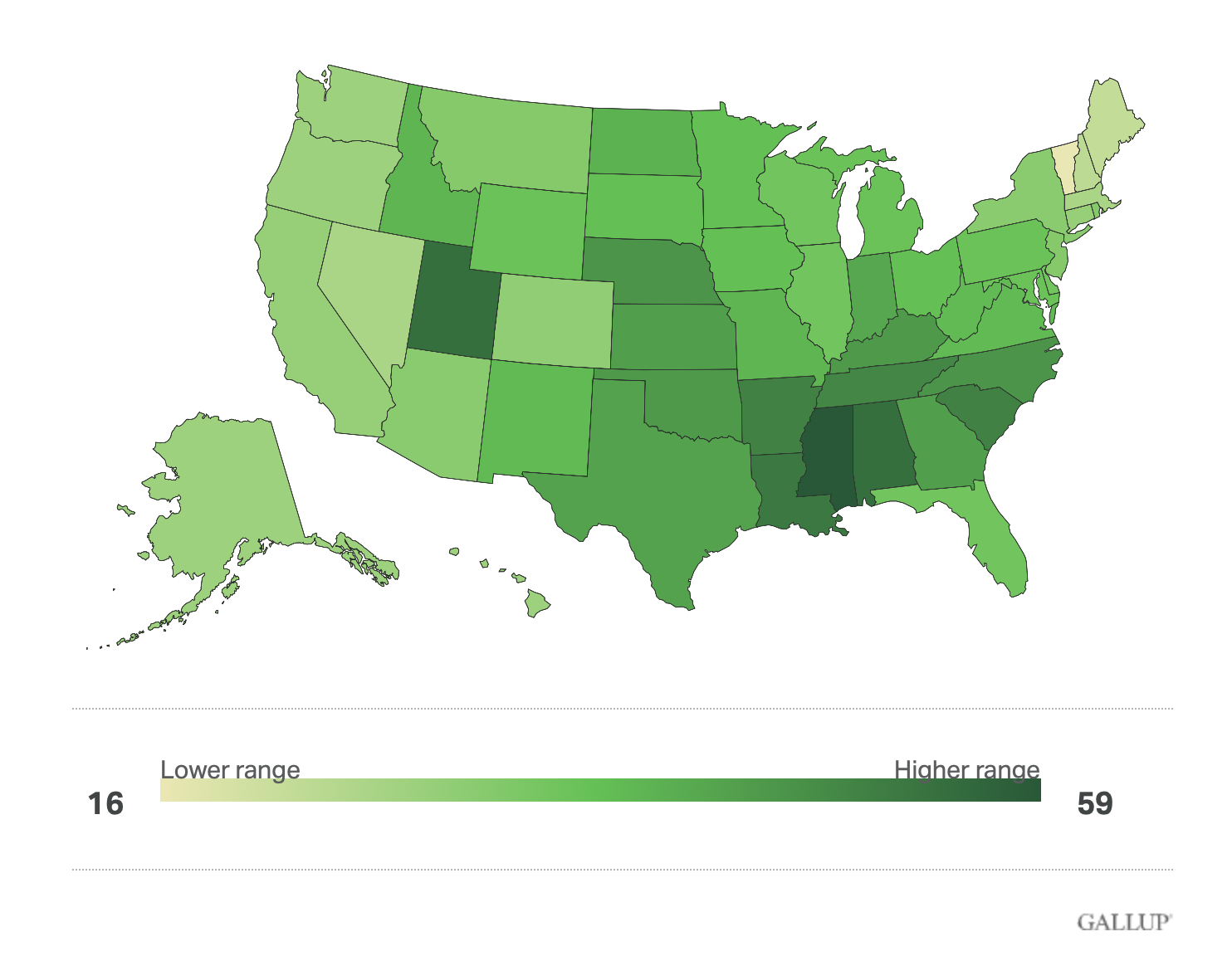
Карта процентного соотношения наиболее религиозных штатов с США, 2016

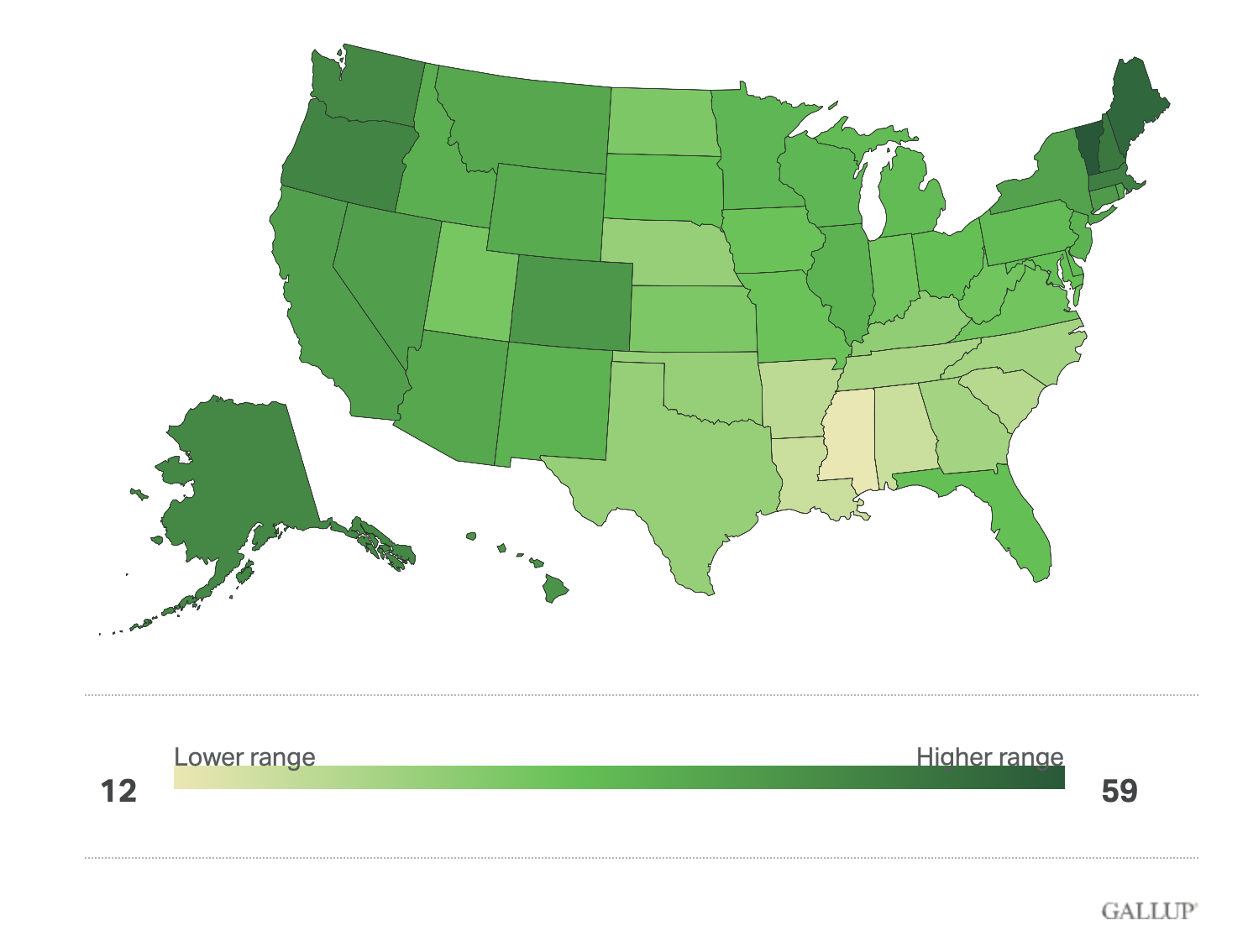
Карта процентного соотношения «нерелигиозных» штатов с США, 2016

Американское правительство не ведёт официальной статистики по религии. «Всемирная книга фактов ЦРУ» приводит следующие данные на 2018 год: 46,5 % населения США — протестанты, 20,8 % — католики, 1,6 % — мормоны, 0,9 % — члены других христианских конфессий, 1,9 % — иудеи, 0,9 % — мусульмане, 0,8 % — Свидетели Иеговы, 0,7 % — буддисты, 0,7 % — индуисты, 1,8 % — другие, 22,8 % — не относятся ни к одной религиозной группе.
Коммерческие исследовательские центры в США проводят исследования о степени религиозности отдельных штатов. Данные опросов позволяют сравнить население Соединенных штатов Америки по фактору «религиозности» с другими странами, а также ранжировать штаты внутри государства. Согласно исследованию, проведённому ещё в 2002 году исследовательским центром PEW, США — единственная из развитых стран, где большинство опрошенных людей выразило свою приверженность вероисповеданию, отметив, что религия играет «очень важную роль» в их жизни.
Методология исследований строится следующим образом. Опрос, проведенный институтом Gallup в 2016 г., основывается на вопросах респондентам «Важна ли религия в вашей жизни?» и «Насколько часто Вы посещаете церковные службы?». Исследовательский центр PEW в 2014 г. составил суммированный индекс «религиозности» штатов по показателям веры в Бога, важности религии, частоты молитв и посещения службы. Public Religion Research Institute на протяжении 2013—2019 гг составляет American Value Atlas, в котором ранжируются штаты по конфессиональному составу населения.
The American Value Atlas от PRRI предоставляет информацию о конфессиональном составе населения как на национальном уровне, так и на уровне штатов. Так, на национальном уровне наибольший процент населения не относит себя ни к какой из перечисленных в исследовании религий (unaffiliated — 24 %). Так как исследование проводится ежегодно, в период 2013—2019 гг можно проследить динамику устойчивого увеличения «нерелигиозного населения» в целом по всей стране: в 2013 г оно составляло 21 %, но также все ещё составляло большую часть населения Соединенных Штатов. Отрицательная динамика в «религиозности» американской нации, согласно Pew Research Institute, связана с ростом religious nones, которые не относят себя ни к одной религиозной конфессии и доля которых с 2007 по 2013 увеличилась на 7 п.п. до 23 % Тем не менее, исследование отмечает, что американцы, имеющие определённую религиозную принадлежность, становятся ещё более набожными.
Другими наиболее распространенными конфессиями в США, по данным PRRI, являются «белые евангельские христиане» (на 2019 г. их ежегодно снижающаяся доля от общего количества населения составила 15,2 %) и "белые последователи протестантского мейнстрима (14,7 %). Штатами, в которых наибольшее число людей, неаффилирующих себя с какой-либо конфессией, то есть наименее религиозными, согласно исследованию, являются Вермонт (37 %), Аляска (35 %), Гавайи и Орегон (по 33 %). Наибольшее число белых евангельских христиан в Западной Вирджинии (35 %) и Кентукки (30 %), а представителей Церкви Иисуса Христа Святых последних дней (мормонов) больше всего в штате Юта (39 %).
Институт Gallup делит население Соединенных Штатов на три категории: «очень религиозные» (37 %), «умеренно религиозные» (30 %) и «нерелигиозные» (33 %). Самыми религиозными штатами США являются Миссисипи (59 %), Юта и Алабама (по 54 %), в категории «нерелигиозных» штатов первые строчки занимают Вермонт (59 %), Мэн (55 %) и Нью-Гэмпшир (51 %), а «умеренно религиозными» являются Нью-Джерси, Невада и Джорджия (по 33 %).
Согласно исследованию Pew Research Institute 2014 г., самым религиозным штатом в США является Алабама, а наименее религиозным по суммарному индексу — Нью-Гэмпшир и Массачусетс. По параметру веры в Бога лидируют Алабама, Миссисипи и Теннесси. Ниже приведена таблица с результатами опроса Pew Research Institute:
| Штат, территория или округ | Общий индекс религиозности | Уверенность в вере в Бога | Важность религии | Молитвы, ежедневно | Посещения церковной службы, еженедельно |
| -------------------------- | -------------------------- | ------------------------- | ---------------- | ------------------ | --------------------------------------- |
| Калифорния                 | 49%                        | 54%                       | 47%              | 51%                | 31%                                     |
| Техас                      | 64%                        | 69%                       | 63%              | 63%                | 42%                                     |
| Флорида                    | 54%                        | 64%                       | 53%              | 56%                | 35%                                     |
| Нью-Йорк                   | 46%                        | 56%                       | 45%              | 48%                | 29%                                     |
| Иллинойс                   | 51%                        | 61%                       | 50%              | 51%                | 34%                                     |
| Пенсильвания               | 53%                        | 61%                       | 51%              | 54%                | 34%                                     |
| Огайо                      | 58%                        | 67%                       | 56%              | 57%                | 38%                                     |
| Джорджия                   | 66%                        | 74%                       | 64%              | 64%                | 42%                                     |
| Мичиган                    | 53%                        | 63%                       | 50%              | 53%                | 33%                                     |
| Северная Каролина          | 65%                        | 73%                       | 62%              | 66%                | 39%                                     |
| Нью-Джерси                 | 55%                        | 60%                       | 50%              | 53%                | 35%                                     |
| Вирджиния                  | 61%                        | 67%                       | 60%              | 60%                | 44%                                     |
| Вашингтон                  | 45%                        | 55%                       | 44%              | 46%                | 30%                                     |
| Массачусетс                | 33%                        | 40%                       | 33%              | 37%                | 23%                                     |
| Аризона                    | 53%                        | 62%                       | 51%              | 55%                | 34%                                     |
| Индиана                    | 54%                        | 63%                       | 53%              | 52%                | 37%                                     |
| Теннесси                   | 73%                        | 78%                       | 71%              | 70%                | 51%                                     |
| Миссури                    | 60%                        | 70%                       | 56%              | 59%                | 37%                                     |
| Мэриленд                   | 54%                        | 64%                       | 50%              | 51%                | 31%                                     |
| Висконсин                  | 45%                        | 56%                       | 44%              | 46%                | 27%                                     |
| Миннесота                  | 49%                        | 56%                       | 46%              | 47%                | 34%                                     |
| Колорадо                   | 47%                        | 55%                       | 47%              | 50%                | 30%                                     |
| Южная Каролина             | 70%                        | 74%                       | 69%              | 66%                | 47%                                     |
| Алабама                    | 77%                        | 82%                       | 77%              | 73%                | 51%                                     |
| Луизиана                   | 71%                        | 75%                       | 71%              | 68%                | 46%                                     |
| Кентукки                   | 63%                        | 75%                       | 63%              | 63%                | 39%                                     |
| Орегон                     | 48%                        | 57%                       | 45%              | 45%                | 29%                                     |
| Оклахома                   | 66%                        | 71%                       | 64%              | 65%                | 43%                                     |
| Коннектикут                | 43%                        | 54%                       | 42%              | 47%                | 28%                                     |
| Айова                      | 55%                        | 66%                       | 53%              | 50%                | 36%                                     |
| Миссисипи                  | 77%                        | 82%                       | 74%              | 75%                | 49%                                     |
| Арканзас                   | 70%                        | 77%                       | 70%              | 65%                | 41%                                     |
| Юта                        | 64%                        | 61%                       | 58%              | 61%                | 53%                                     |
| Канзас                     | 55%                        | 66%                       | 50%              | 53%                | 37%                                     |
| Невада                     | 49%                        | 59%                       | 44%              | 48%                | 31%                                     |
| Нью-Мексико                | 57%                        | 63%                       | 59%              | 55%                | 36%                                     |
| Небраска                   | 54%                        | 66%                       | 54%              | 52%                | 39%                                     |
| Западная Вирджиния         | 69%                        | 77%                       | 64%              | 68%                | 46%                                     |
| Айдахо                     | 51%                        | 62%                       | 51%              | 50%                | 35%                                     |
| Гавайи                     | 47%                        | 62%                       | 44%              | 52%                | 28%                                     |
| Мэн                        | 34%                        | 48%                       | 34%              | 35%                | 22%                                     |
| Нью-Гэмпшир                | 33%                        | 43%                       | 33%              | 36%                | 22%                                     |
| Род-Айленд                 | 49%                        | 60%                       | 48%              | 48%                | 36%                                     |
| Монтана                    | 48%                        | 64%                       | 44%              | 51%                | 31%                                     |
| Делавэр                    | 52%                        | 61%                       | 46%              | 49%                | 34%                                     |
| Южная Дакота               | 59%                        | 69%                       | 57%              | 56%                | 36%                                     |
| Аляска                     | 45%                        | 55%                       | 41%              | 49%                | 30%                                     |
| Северная Дакота            | 53%                        | 64%                       | 53%              | 51%                | 33%                                     |
| Округ Колумбия             | 53%                        | 55%                       | 50%              | 51%                | 28%                                     |
| Вермонт                    | 34%                        | 41%                       | 32%              | 33%                | 21%                                     |
| Вайоминг                   | 54%                        | 66%                       | 49%              | 53%                | 38%                                     |

## Государственная поддержка религиозных организаций
Государство в США оказывает косвенную финансовую поддержку религиозным организациям. Например, в 2006 году в армии США служили 2,5 тыс., офицеров-капелланов (из более 120 конфессий), которые получали жалованье из государственных средств. Ими руководил Совет по делам капелланов. Текст присяги военнослужащего США завершается словами: «Да поможет мне Бог!».

## Христианство

### Протестантизм
Протестантизм в США представлен множеством направлений: англиканство, пресвитерианство, лютеранство, конгрегационализм, квакерство, баптизм, методизм и другие.
История США неразрывно связана с протестантизмом. В период с 1630 по 1643 год около 20 тысяч пуритан поселились в колониях Новой Англии, спасаясь от религиозных гонений в Англии и Шотландии. Протестантская этика, аскетизм первых поселенцев повлияли на формирование национального самосознания американцев. Без знаний Библии, хорошей репутации и безупречного образа жизни нельзя было занять никакого ответственного поста. Все решения принимались с благословения протестантского пастора.
Американское общество характеризовалось религиозным плюрализмом. Именно в Америке появилось понятие «деноминация», поскольку господствующих, государственных церквей там не было. Каждая протестантская деноминация стремилась привлечь на свою сторону как можно больше верующих. Члены каждой деноминации селились отдельно, пытаясь строить на новом месте свой идеал церкви и государства. Так, к примеру, колония Род-Айленд была основана баптистами, а в Пенсильвании проживали квакеры. Последователи малочисленных групп, таких как социниане, менониты, пиетисты, гернгутеры, образовывали округа и города. Самой многочисленной деноминацией стал методизм.

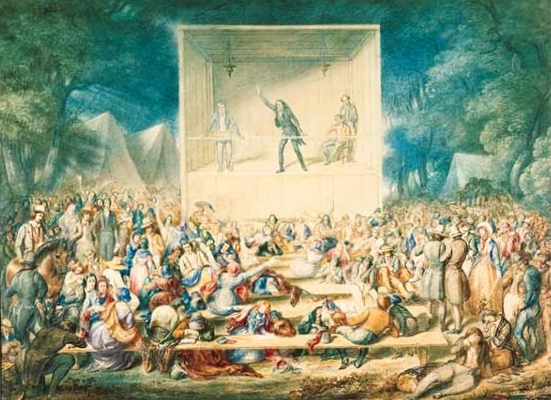
Собрание методистов в США в 1839 г.

Акроним WASP (Белые англосаксонские протестанты), был аналогичен понятию «стопроцентный американец» — то есть представители более зажиточных слоёв общества США, ранее игравшие доминирующую роль в формировании элиты американской политической и экономической жизни.
В соответствии с крупным исследованием Pew Research Center 2007 года доля от всего населения США составляет: евангельские христиане — 26,3 %, мейнстрим-протестанты — 18,1 %, прихожане церквей чернокожих — 6,9 %. Другое исследование 2007 года Pew Research Center предоставляет немного иную статистику: евангелисты — 21 %, мейнстрим-протестанты — 18 %, члены церквей чернокожих — 8 %, однако это исследование предлагает ещё и четвёртую группу протестантских меньшинств, куда относит 6 %. Данное исследование совместно с исследованиями следующих пяти лет представляет картину снижения числа членов церквей, которая отлична от широко распространённого представления, основанного на других источниках, о том, что численность мейнстим-протестантов существенно снижается, в то время как численность евангельских протестантов возрастает (число чернокожих и других меньшинств протестантов практически неизменно).
Исследования Pew Research Center 2007 года были широкомасштабными и показали разницу взглядов в среднем между протестантами основных церквей и евангельских: первые в большем числе продемонстрировали либеральные взгляды и рационализм, в то время как вторые в большем числе разделяют консервативные убеждения и традиционную веру. Мейнстрим-протестанты в среднем меньше соблюдают традиционную практику религиозной жизни: менее часто посещают богослужения, молятся и читают Библию.
Наиболее сильны позиции евангельских христиан в так называемом Библейском поясе, ядром которого традиционно являются Южные штаты.

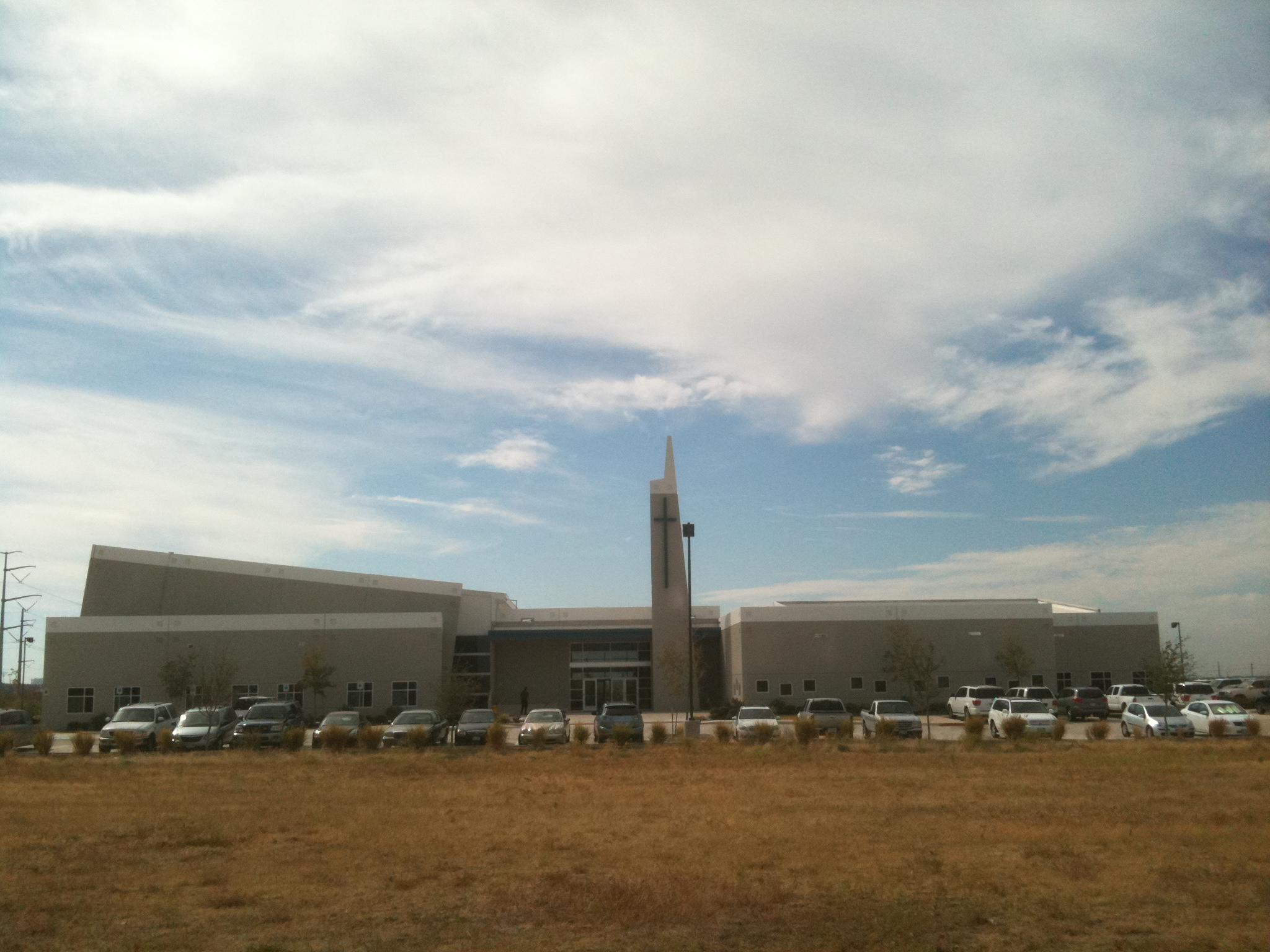
Церковное здание мегацеркви Gateway Church в городе Фриско (Техас)

В середине XX века появился такой феномен, как мегацеркви — религиозные организации с десятками тысяч прихожан, бизнес-структурой и гигантскими доходами. Их число за последние полстолетия выросло с 16 до 1 300. Службы в них, нередко сопровождающиеся концертами звезд эстрады и другими яркими мероприятиями, привлекают множество неофитов, особенно молодёжи. Другим религиозным феноменом современности стал телевангелизм. Некоторые телевангелисты являются пасторами, читающими проповеди и в более традиционных богослужебных учреждениях, однако большинство их последователей слушают их проповеди по радио и телевидению. Многие телевангелисты щедро обещают своим последователям материальное, финансовое, физическое и духовное благополучие (Евангелие процветания). Некоторые телевангелисты располагают значительными активами, дорогими автомобилями, недвижимостью, или даже частными самолётами.

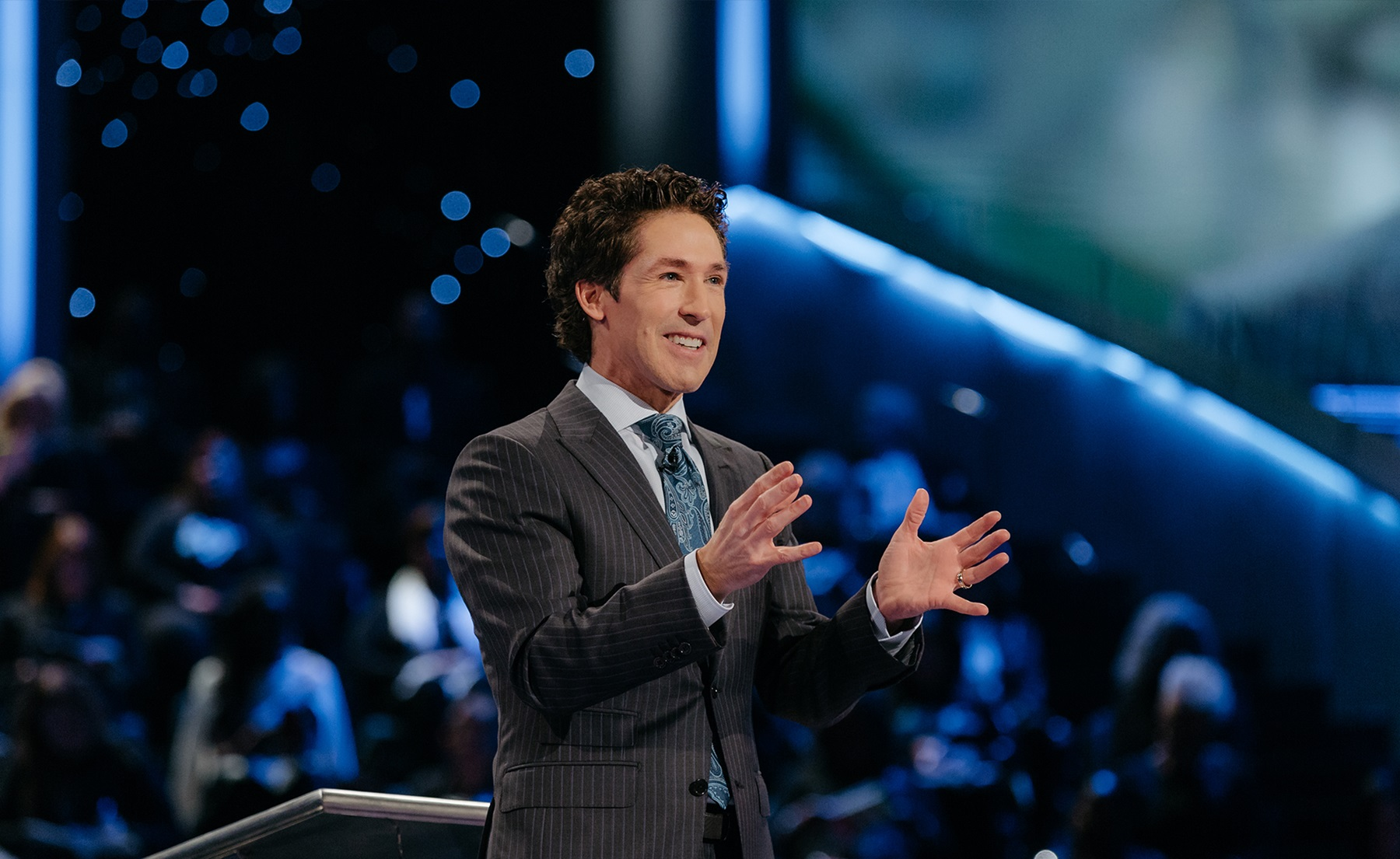
Телевангелист Джоель Остин в мегацеркви Lakewood Church, Хьюстон, штат Техас

Однако в 2012 году число представителей взрослого населения США, исповедующего протестантизм, достигло самого низкого уровня в 48 %, впервые упав ниже 50 %. Одну из причин произошедшего эксперты видят в том, что за последнее время выросло число американцев, не определивших свою религиозную принадлежность. Как показало исследование The Pew Forum on Religion & Public Life, об этом заявило около 20 % американцев. В 2007 году их число составляло 15 %.
В 2019 году в США был основан Союз Харизматических Православных Церквей.

### Католицизм
С 2001 года существует Конференция католических епископов США, объединяющая действующих и пребывающих на покое католических епископов  США и Виргинских островов. Численность католиков в США составляет около 67.500.000 человек (22 % от общей численности населения).

### Православие
В США действуют структурные подразделения ряда поместных православных церквей, крупнейшая из которых — Американская архиепископия (Константинопольский патриархат). Кроме того, в 1970 году Московский патриархат предоставил томос о автокефалии части исторически русских приходов, входивших в так называемую Митрополию (the Metropolia), — на территории Северной Америки, включая Гавайи, учредив таким образом  автокефальную поместную церковь — Православную церковь в Америке. Последняя, однако, не признана как автокефальная церковь Константинопольским патриархатом.
Всего в США, согласно подсчетам социологов, — 1,1 млн православных христиан. Согласно данным исследования, проведённого в 2012 году Постоянной конференцией канонических православных епископов Америки (Assembly of Canonical Orthodox Bishops of North and Central America), в православных приходах США канонических юрисдикций состояло 797 600 чел., при этом регулярно (то есть еженедельно) участвуют в приходской жизни 209 тыс. человек. При этом 797,6 тысяч человек разделяется по юрисдикциям следующим образом:
- Греческая американская архиепископия (Константинопольский патриархат) — 476 000
- Православная церковь в Америке — 84 600
- Антиохийская православная архиепископия Северной Америки — 75 000
- Сербская православная церковь в США — 68 000
- Русская православная церковь заграницей (Московский патриархат) — 27 000
- Украинская православная церковь в США (Константинопольский патриархат) — 23 000
- Патриаршие приходы в США (Московский патриархат) — 12 400
- Румынская архиепископия США — 11 200
- Американская карпаторосская православная епархия (Константинопольский патриархат) — 10 500
- Викариат палестино-иорданских общин в США (Константинопольский патриархат, ранее — Иерусалимский) — 6 800
- Болгарская православная епархия в США, Канаде и Австралии — 2 600
- Грузинская Северо-Американская епархия — 900
- Албанская православная епархия в Америке (Константинопольский патриархат) — 700

## Иудаизм
В США представлен широкий спектр различных течений иудаизма. Согласно исследованию Гарриса 2003 года, 4,3 млн американских евреев определили себя, как «тесно связанных с иудаизмом». Из них 46 % принадлежали к какой-либо синагоге, распределённых по течениям иудаизма следующим образом: 38 % посещали реформистские синагоги, 33 % — консервативные, 22 % — ортодоксальные, 2 % — реконструктивистские и 5 % — прочие.

## Ислам

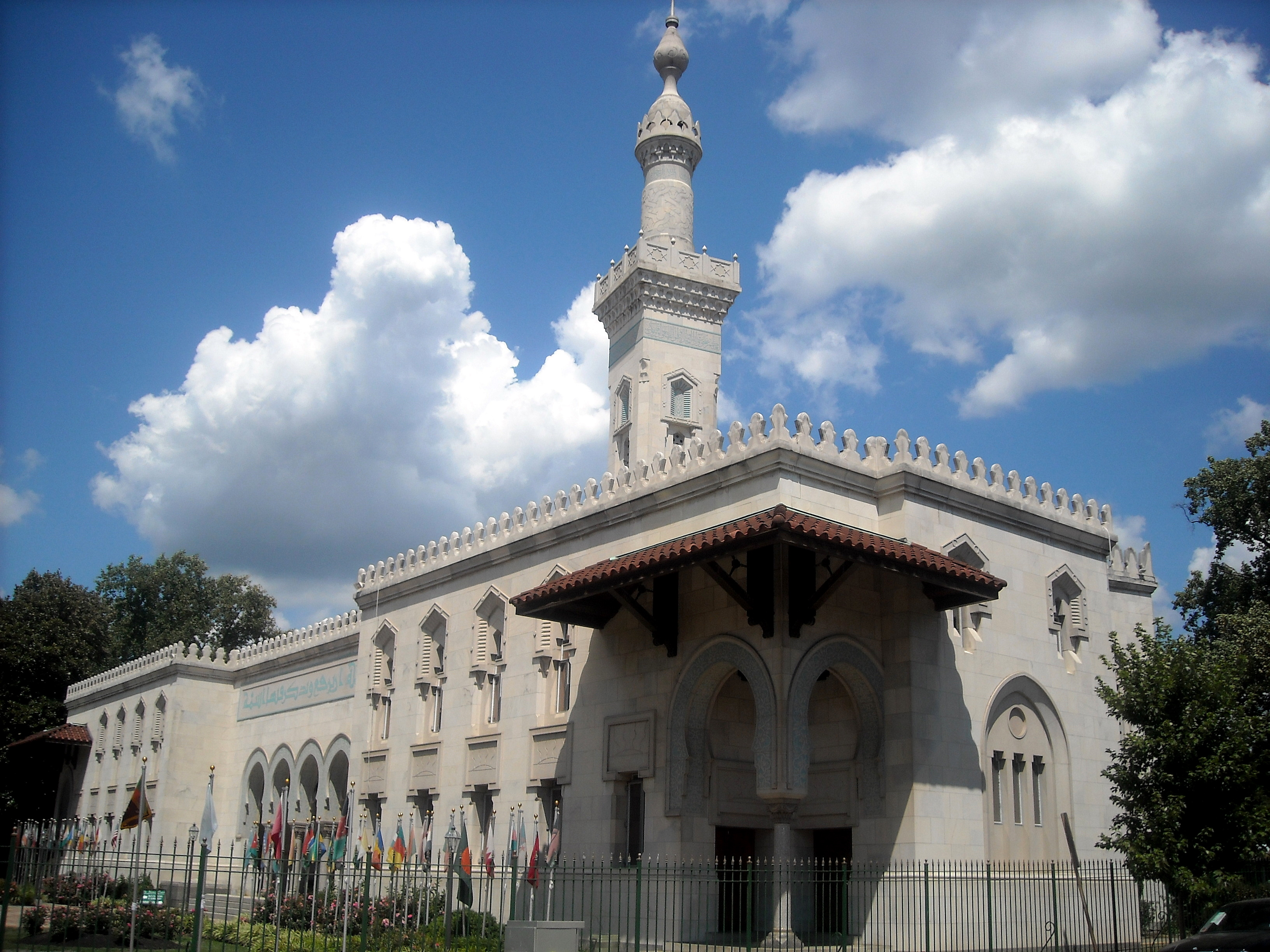
Исламский центр в Вашингтоне

К концу XX века число мусульман в США достигало около 1% от общей численности американцев. Основная часть мусульманского населения проживает в крупнейших городах США. Большинство мусульман — сунниты.

## Буддизм
В настоящее время буддизм представлен в США широким спектром различных школ и этнических деноминаций. Источники разнятся в указании количественного состава буддистов среди американских граждан. Некоторые из них называют цифру в пять-шесть миллионов человек. В любом случае более трёх четвертей этого числа составляют люди азиатского происхождения.

## Индуизм
В США исповедует около 0,4 % населения. Большинство американских индуистов являются эмигрантами из Индии и Непала и их потомками.